# Playa Campos
Playa Campos är en strand i Mexiko.   Den ligger i kommunen Manzanillo och delstaten Colima, i den södra delen av landet, 500 km väster om huvudstaden Mexico City.